# Nagyszemű tonhal
A nagyszemű tonhal (Thunnus obesus) a sugarasúszójú halak (Actinopterygii) osztályának a sügéralakúak (Perciformes) rendjébe, ezen belül a makrélafélék (Scombridae) családjába tartozó faj.

## Előfordulása
A nagyszemű tonhal az összes óceán trópusi és szubtrópusi részén megtalálható. A Földközi-tengerből hiányzik.

## Megjelenése
A kifejlett állat testhossza átlagosan 180 centiméter, de 250 centiméteres példányt is fogtak már. A felnőttkort 100-125 centiméteresen éri el. Az eddigi legnehezebb példány 210 kilogrammot nyomott. A hátúszóján 13-14 tüske és 14-15 sugár, míg a farok alatti úszóján 14 sugár ül. 39 csigolyája van. Testének alsóbb részei fehéresek. Körülbelül az oldalvonala mentén, fénylő kékes sáv fut végig; de ez addig amíg a hal él. Az első hátúszó sötétsárga, a második hátúszó és a farok alatti úszó világossárgák.

## Életmódja
A nyílt vízi halak egyike. A felszíntől egészen 250 méter mélységig található meg, de általában 50 méter mélyen tartózkodik. A 13-29 Celsius-fok között érzi jól magát. Tápláléka halakból, rákokból és kalmárokból áll. Nappal és éjjel egyaránt vadászhat. Az ivadék és a fiatal csak azonos fajú rajokat alkot; a felnőtt más tonhalakkal is társulhat.
Legfeljebb 11 évig él.

## Szaporodása
Az ívási időszakban a nőstény 1-2 naponként rak ikrákat. Általában teliholdkor ívik. A trópusokon egész évben ívhat.

## Veszélyeztetettsége, felhasználása
A nagyszemű tonhal rajta van a vándorló tengeri halakat védelmező, úgynevezett Annex I of the 1982 Convention on the Law of the Sea határozat listáján; ennek ellenére ipari méretben halásszák. Japánban igen kedvelt. Frissen, főzve vagy konzervbe tárolva árusítják. A sporthorgászok is kedvelik.

## Képek

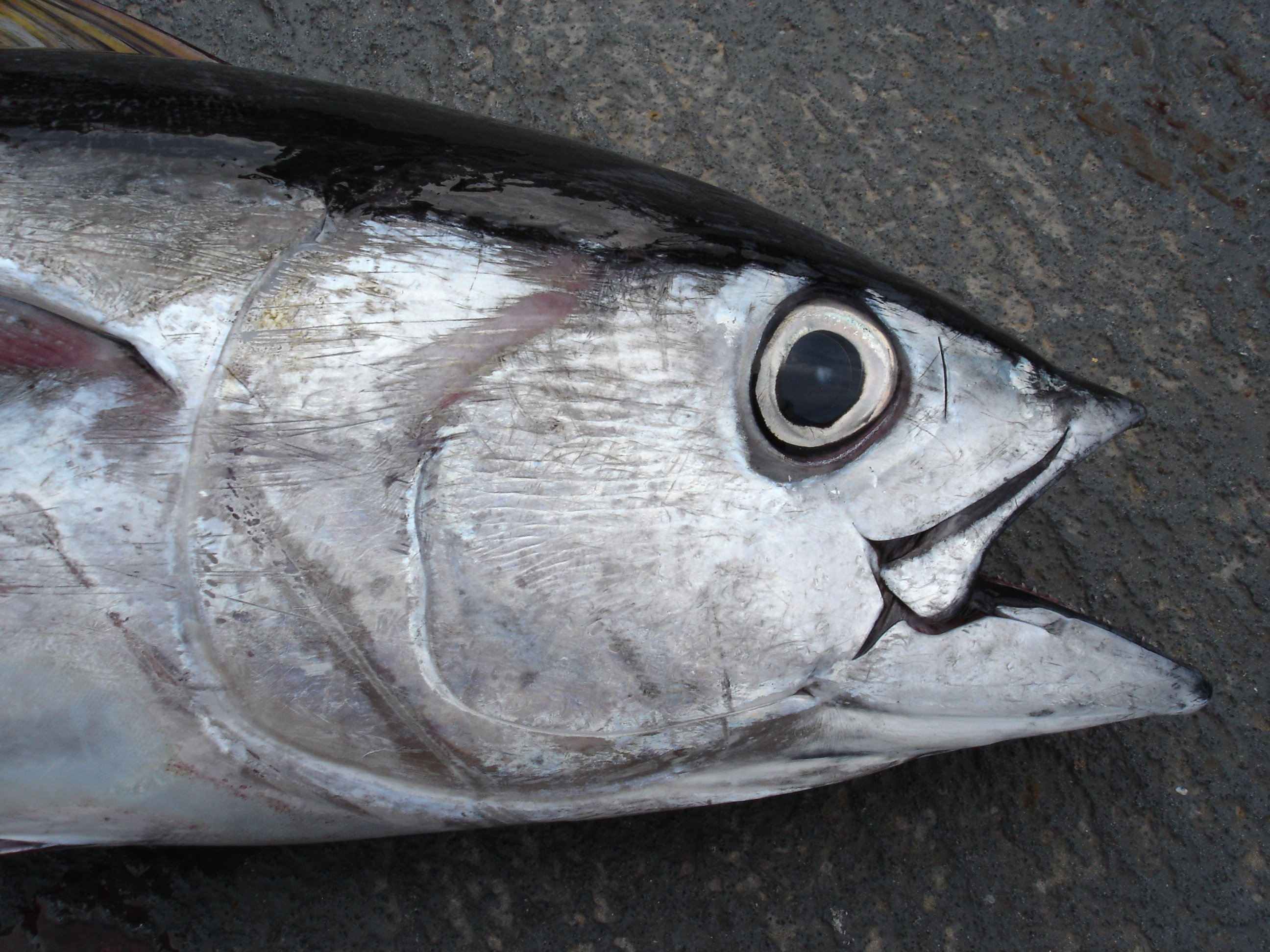
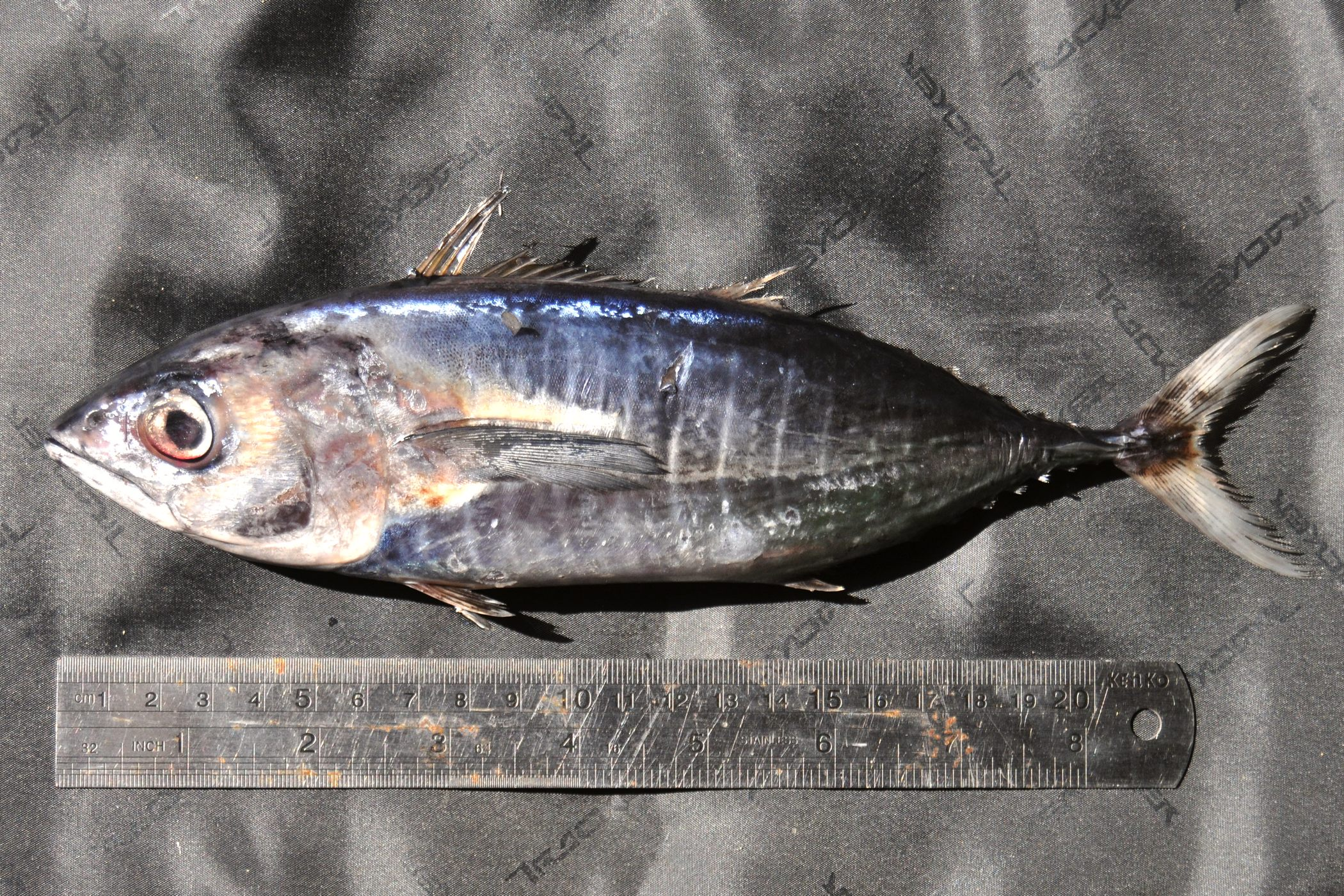
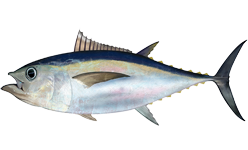